# Spectrum (Cedar Walton)
| Recensione | Giudizio |
| ---------- | -------- |
| AllMusic   | [ 1 ]    |

Spectrum è il secondo album discografico del pianista jazz statunitense Cedar Walton, pubblicato dalla casa discografica Prestige Records nell'ottobre del 1968.

## Tracce
Lato A
1. Higgins Holler – 9:32 (Cedar Walton)
2. Days of Wine and Roses – 8:56 (Henry Mancini)

Lato B
1. Jake's Milkshakes – 4:02 (Cedar Walton)
2. Spectrum – 5:46 (Cedar Walton)
3. Lady Charlotte – 6:14 (Cal Massey)

## Musicisti
- Cedar Walton - pianoforte
- Clifford Jordan - sassofono tenore (eccetto nel brano: Days of Wine and Roses)
- Blue Mitchell - tromba (eccetto nel brano: Days of Wine and Roses)
- Richard Davis - contrabbasso
- Jack DeJohnette - batteria

Note aggiuntive
- Don Schlitten - produttore
- Registrato il 24 maggio 1968 a New York
- Richard Alderson - ingegnere delle registrazioni